# Sgoldstino
Le sgoldstino est le superpartenaire du goldstino. Le terme sgoldstino a été utilisé pour la première fois en 1998. C'est un boson.
En 2016, Petersson et Torre ont émis l'hypothèse qu'une particule de sgoldstino pourrait être responsable de l'excès de diphotons de 750 GeV (en) observé par les expériences sur le grand collisionneur de hadrons.